# Hermosa Beach
Hermosa Beach är en stad i Los Angeles County, Kalifornien, USA och ligger vid Stillahavskusten mellan städerna Manhattan Beach och Redondo Beach, "the Beach Cities".
Befolkning: 18566 personer vid folkräkningen år 2000.

## Kända personer från Hermosa Beach
- Jack Black, skådespelare.  Pennywise,skatepunkband